# 대구북부소방서
대구북부소방서(大邱北部消防署, Daegu Bukbu Fire station)는 대구광역시 북구 일부를 관할하는 대구광역시 소방안전본부 산하의 소방서이다.
소방서장은 소방정으로 보한다.

## 조직
| - 소방행정과 - 행정안전팀 - 회계계약팀 | - 예방안전과 - 예방홍보팀 - 시설지도팀 | - 대응구조과 - 대응관리팀 - 구조구급팀 - 지휘조사팀 |

## 관할센터 및 관할구역
대구북부소방서는 6개의 119안전센터와 1개의 구조대를 산하에 두고 있다.
| 명칭                     | 사진 | 주소             | 관할구역                                  | 지역대 |
| ------------------------ | ---- | ---------------- | ----------------------------------------- | ------ |
| 칠성119안전센터          |      | 칠성남로 112     | 칠성동, 고성동                            |        |
| 침산119안전센터          |      | 침산남로 149     | 침산1·2·3동, 노원동 일부                  |        |
| 노원119안전센터          |      | 노원로 42        | 노원동 일부, 무태조야동 일부, 관문동 일부 |        |
| 대현119안전센터          |      | 대현로 105       | 대현동, 산격3동                           |        |
| 복현119안전센터          |      | 동북로 245       | 복현1·2동                                 |        |
| 산격119안전센터          |      | 유통단지로8길 88 | 산격2동 일부, 검단동                      |        |
| 대구북부소방서 119구조대 |      | 칠성남로 112     | 대구광역시 북구 일부                      |        |

## 같이 보기
- 대한민국 소방청
- 대한민국의 소방
- 소방관 계급